# فريدريك كولينز
فريدريك كولينز (بالإنجليزية: Frederick Collins)‏ (25 فبراير 1881 بملبورن في أستراليا - 4 أكتوبر 1917 في بلجيكا) هو لاعب كريكت أسترالي. لعب مع فريق فكتوريا للكريكت.

## وصلات خارجية
- فريدريك كولينز على موقع إي آس بي آن كريك إنفو (الإنجليزية)